# Гаврюшкин, Олег Павлович
Оле́г Па́влович Гаврю́шкин (1 октября 1927, Ташкент — 22 августа 2008, Таганрог, Ростовская область) — российский историк, краевед, дважды лауреат премии им. И.Д. Василенко.

## Биография
Родился 1 октября 1927 в Ташкенте. Вернувшись в Таганрог, учился в металлургическом техникуме. Последние тридцать пять лет своей трудовой биографии работал на Таганрогском комбайновом заводе.
Выйдя на пенсию, всё своё свободное время и силы посвятил краеведению, изучая историю Таганрога.

## Книги О.П. Гаврюшкина
1. Гаврюшкин О. П. Гуляет старый Таганрог: Исторический очерк. — Таганрог: АИ МИКМ, 1997. — 395 с. — ISBN 5-86746-019-3.
2. Гаврюшкин О. П. Отблески золотых куполов. История таганрогских церквей и захоронений христианского кладбища. — Таганрог: 1999. — 282 с. — ISBN 5-87612-016-2.
3. Гаврюшкин О. П. Вдоль по Питерской (Хроника обывательской жизни). — Таганрог: БАННЭРплюс, 2000. — 436 с.
4. Гаврюшкин О. П. Мари Вальяно и другие (Хроника обывательской жизни). — Таганрог: МИКМ, 2001. — 544 с. — ISBN 5-86746-039-8.
5. Гаврюшкин О. П. По старой Греческой... (Хроника обывательской жизни). — Таганрог: Лукоморье, 2003. — 514 с. — ISBN 5-901565-15-0.
6. Гаврюшкин О. П. Из прошлого старого Таганрога. — Таганрог: БАННЭРплюс, 2003. — 408 с. — ISBN 5-87976-368-4.